# Японски числителни
Японските числителни са числителните имена, използвани в японския език. В писмен вид те са еднакви с китайските числителни, а големите числа се подреждат през 4 степени на 10, както е и на китайски (на български са през 3 степени - хиляда (10³), един милион (10⁶) и т.н., а на японски - един ман (10⁴ или десет хиляди), едно оку (10⁸ или сто милиона) и т.н.- бел. авт.). Две произношения се използват: китайско-японските (т.нар. 音読み, on'yomi или "звукови четения") изговори на йероглифите и изконните японски (訓読み, kun'yomi или "смислови четения").

## Основни правила при броене
На японски числата могат да се запишат по два начина: с арабски (1, 2, 3) или с китайски цифри (一, 二, 三). Арабските цифри обикновено се използват при хоризонтално писане, а китайските - при вертикално.
Повечето числа имат по две четения, едно от китайското произношение на бройното числително (онно четене) и местно, японско (кунно четене), което се използва в по-разговорни ситуации за числата до 10 вкл. В някои случаи (изброени по-долу) японското четене като цяло се предпочита независимо от формалността на ситуацията. Архаичните (остарелите) произношения са отбелязани с †.
| Число | Йероглиф | Онно (китайско-японско) четене     | Кунно (японско) четене                     | Предпочитано произношение        |
| ----- | -------- | ---------------------------------- | ------------------------------------------ | -------------------------------- |
| 0     | 零 / 〇* | rei / на японски: れい             | maru / на японски: まる                    | zero / на японски: ゼロ (заемка) |
| 1     | 一       | ichi / на японски: いち            | hito(tsu) / на японски: ひと・つ           | ichi / いち                      |
| 2     | 二       | ni / на японски: に                | futa(tsu) / на японски: ふた・つ           | ni / に                          |
| 3     | 三       | san / на японски: さん             | mit(tsu) / на японски: みっ・つ            | san / さん                       |
| 4     | 四       | shi / на японски: し               | yon, yot(tsu) / на японски: よん、よっ・つ | yon / よん                       |
| 5     | 五       | go / на японски: ご                | itsu(tsu) / на японски: いつ・つ           | go / ご                          |
| 6     | 六       | roku / на японски: ろく            | mut(tsu) / на японски: むっ・つ            | roku / ろく                      |
| 7     | 七       | shichi / на японски: しち          | nana(tsu) / на японски: なな・つ           | nana / なな                      |
| 8     | 八       | hachi / на японски: はち           | yat(tsu) / на японски: やっ・つ            | hachi / はち                     |
| 9     | 九       | ku, kyū/ на японски: く, きゅう    | kokono(tsu) / на японски: ここの・つ       | kyū / きゅう                     |
| 10    | 十       | jū / на японски: じゅう            | tō / на японски: とお                      | jū / じゅう                      |
| 20    | 二十     | ni-jū / на японски: にじゅう       | (hata / на японски: はた)†                 | ni-jū / にじゅう                 |
| 30    | 三十     | san-jū / на японски: さんじゅう    | (miso / на японски: みそ)†                 | san-jū / さんじゅう              |
| 40    | 四十     | shi-jū / на японски: しじゅう      | (yoso / на японски: よそ)†                 | yon-jū / よんじゅう              |
| 50    | 五十     | go-jū / на японски: ごじゅう       | (iso / на японски: いそ)†                  | go-jū / ごじゅう                 |
| 60    | 六十     | roku-jū / на японски: ろくじゅう   |                                            |                                  |
| 70    | 七十     | shichi-jū / на японски: しちじゅう |                                            |                                  |
| 80    | 八十     | hachi-jū / на японски: はちじゅう  |                                            |                                  |
| 90    | 九十     | ku-jū / на японски: くじゅう       |                                            |                                  |
| 100   | 百       | hyaku / на японски: ひゃく         |                                            |                                  |
| 500   | 五百     | go-hyaku / на японски: ごひゃく    |                                            |                                  |
| 800   | 八百     | hap-pyaku / на японски: はっぴゃく |                                            |                                  |
| 1000  | 千       | sen / на японски: せん             |                                            |                                  |
| 10^4  | 万       | man / на японски: まん             |                                            |                                  |
| 10^8  | 億       | oku / на японски: おく             |                                            |                                  |
| 10^12 | 兆       | chō / на японски: ちょう           |                                            |                                  |
| 10^16 | 京       | kei / на японски: けい             |                                            |                                  |

* Произношението 〇 maru на йероглифа за 0 (със значение "кръгъл" или "кръг") също се среща. То може да се използва при изреждане на цифрите на едно число, но не и само по себе си за числото 0. Популярен пример е известният магазин 109 в Шибуя, Токио. Името му се произнася като ichi-maru-kyū (с канджи: на японски: 一〇九). (Може също да се прочете и като "десет-девет" - на японски tō-kyū, което е игра с името на компанията "Токю", която притежава сградата.)  Обаче като самостоятелно число нулата се записва или като 0, или като 零 (rei). Освен това, 2 и 5 се произнасят с дълга гласна като част от телефонни номера (на японски: にい nī and на японски: ごお gō).
Както е отбелязано по-горе, yon (4) и nana (7) се предпочитат пред shi и shichi. Предполага се, че е така, понеже shi е произношението и на йероглифа за "смърт" (死), което го превръща в злощастно четене (вж. тетрафобия); докато shichi може да прозвучи като ichi (1), shi или hachi (8). Въпреки това, в доста установени думи и изрази shi и shichi се предпочитат; в допълнение, при броене (както в "ichi, ni, san, shi,..."), shi и shichi може да бъдат предпочетени.
Числото 9 също се счита за злощастно; произнесено като ku, звучи като думата за "страдание" (苦). За числото 13 също понякога се счита, че носи лош късмет, но това е влияние от западната традиция. От своя страна, 7 и 8 се считат за късметлийски в Япония.
В съвременния японски бройните числителни, с изключение на 4 и 7, обикновено се изговарят по онното си четене.  Други произношения се използват в имената на месеците, датите и утвърдени фрази; например април, юли и септември се наричат съответно shi-gatsu (4-ти месец), shichi-gatsu (7-и месец) и ku-gatsu (9-и месец). Онните четения се използват и при броене на присъстващи хора (напр. ichi-ni-san-shi).
Имената на по-големи числа се образуват по следните начини:
- Десетиците от 20 до 90 се именуват "(цифра)-jū", т.е. са от 二十 (ni-jū) до 九十 (kyū-jū).
- Стотиците от 200 до 900 са "(цифра)-hyaku".
- Хилядите от 2000 до 9000 са "(цифра)-sen".

Започвайки от десет хиляди (万), числата зачочват с 一 (ichi), ако няма друга предхождаща цифра. Например, 100 е просто 百 hyaku, а 1000 е 千 sen, но 10000 е 一万 ichiman, а не само *man. (Тук е разликата с китайския, където числата започват с 一, ако няма друга предхождаща цифра, още от 100.) Също, ако 千 sen директно предхожда името на някоя степен на десет хиляди, 一 ichi обикновено се поставя пред 千 sen, като се получава 一千 issen. Например 10,000,000 (анализирано като 1000,0000), обикновено се изговаря като 一千万 issenman. Но ако 千 sen не предхожда директно името на съответната степен на 万, добавянето на 一 ichi пред него е по избор. Т.е. числото 15,000,000 (1500,0000) може да е 千五百万 sengohyakuman или 一千五百万 issengohyakuman, както 1500 може да бъде 千五百 sengohyaku или 一千五百 issengohyaku.
Понякога се срещат звукови промени при по-големите числа, включващи озвучаване или удвояване на определени съгласни, както обикновено се случва в японския (т.е. рендаку): напр. от roku "6" и hyaku "100" се получава roppyaku "600". Най-често срещаните са обобщени в долната таблица:
* Това се получава и с произведения на 10. Окончанието -jū се изменя в -jutchō или -jukkei, когато се говори за съответния брой трилиони.
** Тази звукова промяна се среща и с произведения на 100. Окончанието -ku в hyaku се превръща в -kkei, когато се говори за съответния брой kei (1 kei = 10 квадрилиона или единица с 16 нули).
В числата над 10 елементите се подреждат от най-голям към най-малък, а нулите се подразбират. Японската бройна система е умножително-събирателна, а не позиционна; за да се напише числото 20, се използва първо йероглифът за 2 (二), а след това - този за 10 (十), за да се получат две десетици или двадесет (二十).
| Число | Запис с йероглифи | Изговор               | Буквално значение                     |
| ----- | ----------------- | --------------------- | ------------------------------------- |
| 11    | 十一              | jū ichi               | Десет и Едно                          |
| 17    | 十七              | jū nana, jū shichi    | Десет и Седем                         |
| 151   | 百五十一          | hyaku go-jū ichi      | Сто, Пет Десетици и Едно              |
| 302   | 三百二            | san-byaku ni          | Три Стотици и Две                     |
| 469   | 四百六十九        | yon-hyaku roku-jū kyū | Четири Стотици, Шест Десетици и Девет |
| 2025  | 二千二十五        | ni-sen ni-jū go       | Две Хиляди, Две Десетици и Пет        |

### Други видове числителни
Разпределителни числителни се образуват обикновено от бройно числително, бройна наставка и наставката -zutsu (ずつ), както в 一人ずつ (един човек наведнъж, по един човек).

## Степени на 10

### Големи числа
Както е споменато по-горе, по китайската традиция големите числа се именуват, като всяка следваща степен на десет хиляди получава свое име, за разлика от европейското броене през степени на хиляда:
| Степен на 10 | 104 | 108 | 1012 | 1016 | 1020 | 1024    | 1028 | 1032 | 1036 | 1040 | 1044 | 1048 | 1052 (или 1056) | 1056 (или 1064) | 1060 (или 1072) | 1064 (или 1080) | 1068 (или 1088) |
| Йероглиф     | 万  | 億  | 兆   | 京   | 垓   | 𥝱, 秭  | 穣   | 溝   | 澗   | 正   | 載   | 極   | 恒河沙          | 阿僧祇          | 那由他, 那由多  | 不可思議        | 無量大数        |
| Произношение | man | oku | chō  | kei  | gai  | jo, shi | jō   | kō   | kan  | sei  | sai  | goku | gōgasha         | asōgi           | nayuta          | fukashigi       | muryōtaisū      |

Двусмислието на някои имена на числа произлиза от Джинкооки (塵劫記), най-стария японски математически текст. 
Първоначалното издание било публикувано през 1627 г. и съдържало много грешки, повечето от които били поправени във варианта от 1631 г. През 1634 г. била извършена още една редакция и някои стойности били повторно сменени. Вариациите в таблицата се дължат на несъответствията във второто и третото издание. За числото 1024 има различни йероглифи (от които 秭 се използва в съвременния китайски), а след 1048 някои продължават да отброяват през 10⁴, докато други започват да го правят през 10⁸. (Ако се отброява през 10⁸, за междинните степени на 10⁴ се използва думата 万 man. Сегашното издание на Джинкооки, 11-ото, се придържа към отброяването през 10⁴, но някои продължават да използват стойностите от 8-ото издание и до днес.)
Първите три числителни имена, които са многосрични думи и имат вариации в значението си, произлизат от Индия, макар там да не са имали точно определена стойност. 恒河沙 gōgasha било първоначално използвано в будистките текстове за неопределено голямо количество; думата произхожда от санскритското
गङ्गा gangā 'Ганг' (и включва йероглифа 河 ka 'река' и 沙 sha 'пясък'), отнасяйки се за неизброимите песъчинки по река Ганг. 阿僧祇 asōgi, идва от санскритското असंख्येय asaṃkhyeya 'неизброимо/безбройно', с наставката за отрицание 阿 a, и 那由他 nayuta е от думата नयुत/नयुतः nayuta(ḥ). Оттам нататък думите са будистки термини, преведени или произлезли от китайския, и по-късно получили числови стойности: 不可思議 fukashigi 'невъобразим' и 無量大数 muryōtaisū 'неизмеримо голямо число'.
Примери: (разделянето на групи от по 4 цифри е само за по-голяма яснота)
- 1 0000 : 一万 (ichi-man)
- 983 6703 : 九百八十三万 六千七百三 (kyū-hyaku hachi-jū san-man, roku-sen nana-hyaku san)
- 20 3652 1801 : 二十億 三千六百五十二万 千八百一 (ni-jū oku, san-zen rop-pyaku go-jū ni-man, sen hap-pyaku ichi)

Обаче числата, изписани с арабски цифри, се разделят със запетаи на всеки три цифри, следвайки англоезичната конвенция. Ако арабски цифри се комбинират с канджи, арабските цифри може да се използват за степени, по-малки от десет хиляди (напр. 2,500万 за 25 000 000; 2,500 е по-малка степен от 10 000, защото 2 500 = 2,5.10³, а 10 000 = 10⁴).
На японски, когато големи числа се изписват с канджи, нулите се пропускат за всяка степен на 10. Например 4 002 е 四千二 (докато на китайски йероглифът 零 се използва, когато се появи нула, т.е. 4 002 се изписва като 四千零二). Въпреки това, когато се четат извлечения от сметки, например, пропуснатата цифра или цифри се отбелязват с tobi (飛び) или tonde (飛んで): напр. yon-sen tobi ni или yon-sen tonde ni вместо обичайното yon-sen ni.

### Десетични дроби
Японският разполага с две бройни системи за десетични дроби. Те вече не са в широка употреба, но все още се използват в бейзбола, за процент победи на спортни отбори, в някои фразеологизми като 五分五分の勝負 (gobugobu no shōbu, "50 на 50"), както и при представяне на проценти или намаления. Дробите, завършващи на 分 (bu), се използват и за телесна температура - например 九度二分 (kudonibu) означава "9 и две части" - т.е. температура 39,2°C.
Ето една от системите за означаване на десетични дроби:
| Степен на 10 | 10−1 | 10−2 | 10−3 | 10−4 | 10−5  | 10−6 | 10−7 | 10−8 | 10−9 | 10−10 |
| Йероглиф     | 分   | 厘   | 毛   | 糸   | 忽    | 微   | 繊   | 沙   | 塵   | 埃    |
| Произношение | bu   | rin  | mō   | shi  | kotsu | bi   | sen  | sha  | jin  | ai    |

Тя се използва с традиционните японски мерни единици. 
Другата система за представяне на проценти или намаления е леко променена, тъй като 割 (wari) става една десета, а оттам нататък редът е като при предната система:
| Степен на 10 | 10−1 | 10−2 | 10−3 | 10−4 | 10−5 |
| Йероглиф     | 割   | 分   | 厘   | 毛   | 糸   |
| Произношение | wari | bu   | rin  | mō   | shi  |

Тя често се използва с цени, например:
一割五分引き (ichi-wari go-bu biki): 15% намаление
С изключение на wari, тези думи рядко се срещат в днешно време. Десетичните дроби обикновено се записват или с канджи (вертикално) или с арабски цифри (хоризонтално), предхождани от десетична точка, и се четат цифра по цифра, както е прието на Запад. Забележете, че в писмена форма те могат да се комбинират или с традиционната бройна система (42,195 километра: 四十二•一九五 キロメートル), или с позиционната десетична система, която използва цифрата 0 (50,04 %: 五〇•〇四 パーセント). Но и в двата случая четенето следва традиционната конвенция (yon-jū ni-ten ichi-kyū go kiromētoru за 42,195 km; go ju-tten rei-yon pāsento за 50,04%).

## Делови цифри
Както в китайския език, така и в японския съществува отделна група йероглифи за числа, наречени daiji (大字, букв. "големи йероглифи"), които се използват в правните и финансовите документи, за да се предотврати редактирането от злонамерени лица чрез добавяне на нови черти (така например йероглифът за 1 ще се превърне в 2 или 3). Деловите цифри са идентични с китайските с изключение на дребни разлики в чертите. Днес цифрите за 1, 2, 3 и 10 се изписват само в деловата си форма в правни документи (цифрите от 4 до 9, както и 100, 1000 и 10 000 се записват по обичайния начин, срв. с таблицата по-долу). Обикновените форми на тези цифри могат да бъдат изменени до тези на други цифри (1 и 2 са обяснени вече, а 3 може да се промени на 5, докато 10 - на 1000). В някои случаи цифрата 1 се обозначава изрично, както в 壱百壱拾 (110), за разлика от обичайното 百十.
Тук са дадени деловите цифри:
| Цифра | Обикновена | Делова     | Делова   |
| Цифра | Обикновена | В употреба | Остаряла |
| ----- | ---------- | ---------- | -------- |
| 1     | 一         | 壱         | 壹       |
| 2     | 二         | 弐         | 貳       |
| 3     | 三         | 参         | 參       |
| 4     | 四         | 四         | 肆       |
| 5     | 五         | 五         | 伍       |
| 6     | 六         | 六         | 陸       |
| 7     | 七         | 七         | 柒, 漆   |
| 8     | 八         | 八         | 捌       |
| 9     | 九         | 九         | 玖       |
| 10    | 十         | 拾         | 拾       |
| 100   | 百         | 百         | 佰       |
| 1000  | 千         | 千         | 阡, 仟   |
| 10000 | 万         | 万, 萬     | 萬       |

Четирите съвременни японски банкноти: от 1000, 2000, 5000 и 10000 йени, са обозначени със съответните делови цифри: 千, 弐千, 五千, and 壱万.